# Penelopa și Ulise

Penelopa și Ulise

Penelopa și Ulise sunt protagoniștii savuroasei serii "Penelopa", care tratează în cheie umoristică condiția femeii în zilele noastre. Personajele au fost create de Luminița Cazacu.
S-a mizat pe emblema eroinei homerice, întruchipare a feminității calme și răbdătoare, blânde și iertătoare.
Decorul acțiunii este plasat în antichitate, unde un cuplu (Ulise și Penelopa) trăiește problemele societății contemporane. Ambiția realizării profesionale, criza de timp, stresul, rigorile modei, nostalgia după manierele "bărbaților de altădată", sunt câteva din chestiunile feminine "la zi" enunțate de întâmplările primului film din serie ("Condiția Penelopei", 1976) și comentate din off de glasul cu savuroase accente insinuante ale lui Toma Caragiu. Mai târziu, după trecerea în neființă a marelui actor, sarcina comentariilor va fi preluată de către Octavian Cotescu.
Păcatele rătăcitorului Ulise sunt iertate mereu de Penelopa, simbol al armoniei casnice. Tonul autoarei nu are accente revendicative, iar ironia este amabilă. Laitmotivele primului episod au fost reluate mai târziu, sarcasmul observațiilor asupra cusururilor eterne și contemporane ale bărbaților scăzând în următoarea etapă a seriei. Renunțarea la dialog consonează cu apariția unor ușoare dar cuceritoare accente autocritice.
Peliculele de la jumătatea anilor '80 ironizează cochetăria exagerată (în "Penelopa și uriașii cei răi"), gelozia ("Penelopa și Scufița Roșie") sau ambiția unora de a-și împinge bărbații în fruntea clasamentelor de orice fel ("Maratonul Penelopei").
În decoruri cu cariatide, corăbii și capiteluri apar elemente ale civilizației moderne: frigidere, telefoane, televizoare - obiecte care prin anacronism amplifică situațiile comice.

## Filmografie
- Condiția Penelopei (1976)
- După amiezele Penelopei (1977)
- Penelopa în templul artelor
- Penelopa și cele nouă muze
- Ulise și omuleții albaștri
- Penelopa și Scufița Roșie
- Penelopa și uriașii cei răi
- Penelopa și gelozia
- Maratonul Penelopei

## Fotogalerie

Penelopa în templul artelor
Personajul Ulise